# 죽도

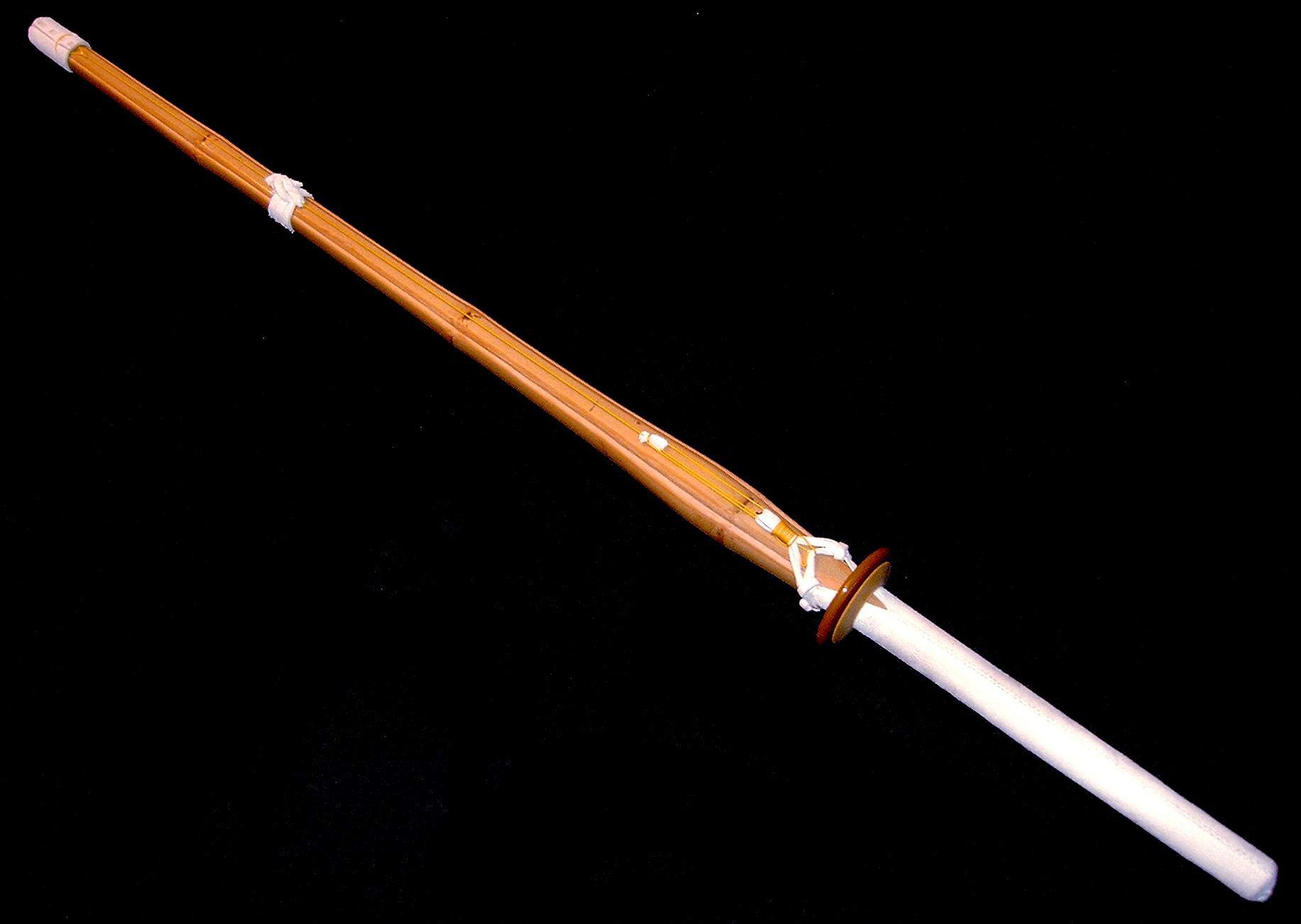
일반적인 죽도의 모습

죽도(竹刀영어:Shinai)는 대나무를 겹쳐 만든 칼로, 기존의 경도가 높고 부상위험이 높은 목검 대신 검도 대련 때에 쓰이는 칼이다.
길이는 우치카타나보다 조금 더 긴 120cm정도 된다. 죽도는 선혁,병혁,중혁으로 나눌수있다. 현대식 죽도는 4개의 대나무 칸으로 이루어져 있다. 죽도는 진검등에 더 위험한 무기를 연습할 때 심각한 부상을 막기위해 개발되었다. 검도에서는 일반적으로 죽도를 하나만 사용하지만 간혹 두개를 사용하는 경우도 있다.
어원은 "구부리다"를 의미하는 Shinau라는 단어에서 유래되었으며, 원래 "유연한 대나무"라는 뜻에 Shinai-take의 약자였다.
죽도 파지시에는 항상 등줄이 위로 올라가게 잡고 타격유효부위는 선혁과 중혁사이로 타격을 해야만 득점이 인정된다.
중혁과 선혁 사이를 격자 부위라고 부른다.
규격은 일반 남자의 경우, 길이 120㎝ 이내에 무게 510g 이상이고 칼자루가 전체 길이의 3분의 1을 넘지 않아야 한다. 코등이는 가죽 또는 화학제품으로 만들고 지름 9cm 이내여야 한다. 주요 부위는 칼끝, 등줄, 코등이, 칼자루, 격자부, 병혁·슴베 등이다.
검도를 할 때, 자신에게 잘 맞는 죽도를 선택하여 사용해야한다. 자기와 맞지 않는 죽도를 사용하면 부상으로 이어질 수 있다. 나에게 맞는 죽도 고르는 방법

## 같이 보기
- 목검

1. ↑  “죽도”. 2024년 11월 9일에 확인함.